# Lijst van beelden in Rotterdam-Oost
De lijst Beelden in Rotterdam-Oost is onderdeel van de (onvolledige) lijst van beelden in Rotterdam. Onder een beeld wordt hier verstaan elk driedimensionaal kunstwerk in de openbare ruimte van Rotterdam. Muurschilderingen zijn tweedimensionaal. Beeldhouwwerken zijn veelal driedimensionaal. Maar de grenzen van de definitie zijn niet scherp in deze stad.

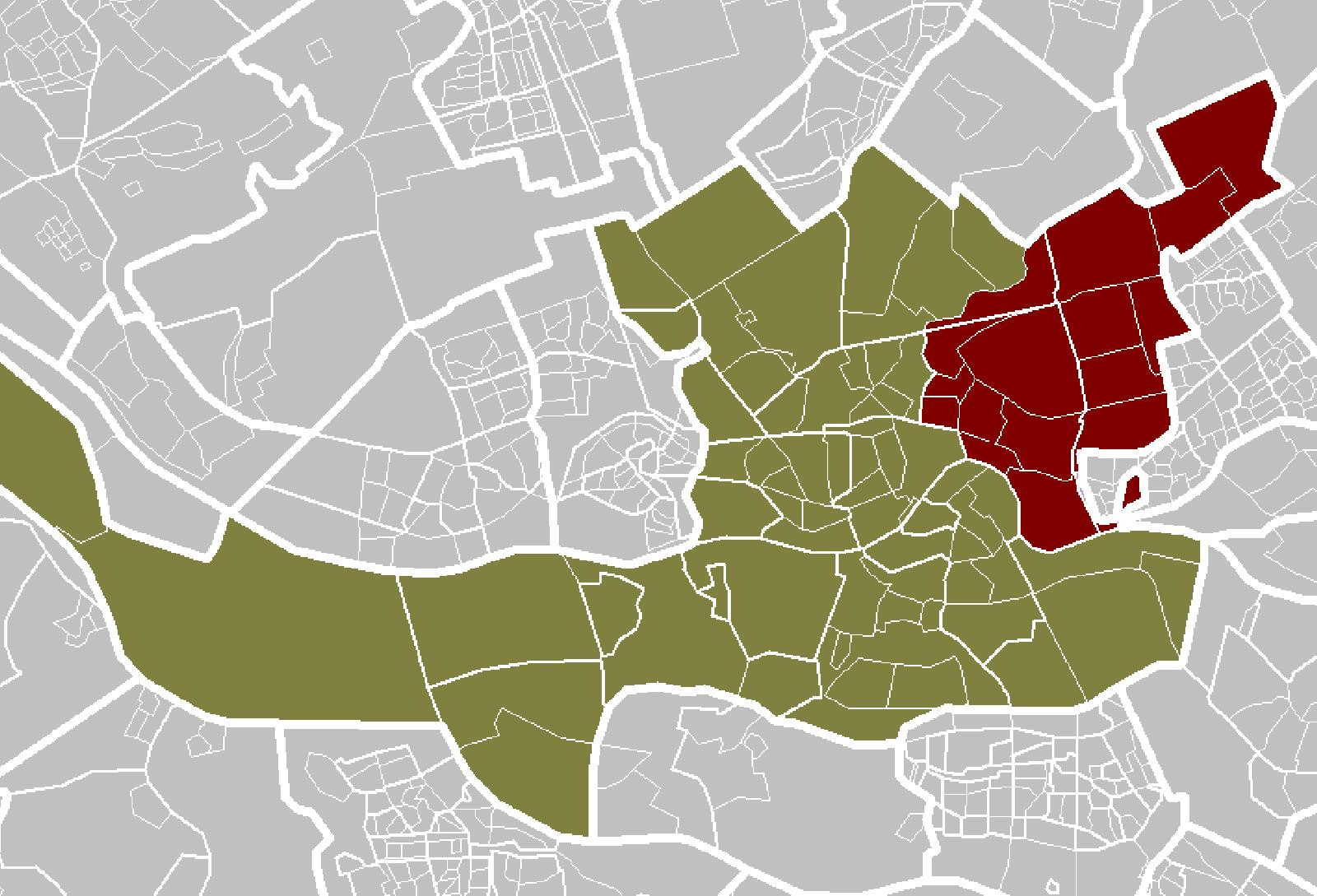

Onder onthulling wordt verstaan de eerste oprichting van het beeld. Het oudste Rotterdamse beeld, van Erasmus, was in 1549 het eerste niet religieuze standbeeld van Nederland. Het houten beeld sierde de Wijde Kerksteeg tijdens de intocht van Prins Filips. Het huidige exemplaar stamt echter uit 1622. Onder de locatie wordt verstaan de huidige plek van het beeld in de stad.
Dit deel bevat de beelden in Rotterdam-oost. Dit bestaat uit de deelgemeenten Kralingen-Crooswijk en Prins Alexander. Het wordt begrensd door de Rotte in het westen, de Maas in het zuiden en de gemeentegrenzen in het noorden en oosten.
Voor een volledig overzicht van de beschikbare afbeeldingen zie: Beelden in Rotterdam-oost op Wikimedia Commons.
| Werk                                                                   | Schepper                                                                                 | Locatie                                     | Onthulling               | Materiaal              | Afbeelding |
| ---------------------------------------------------------------------- | ---------------------------------------------------------------------------------------- | ------------------------------------------- | ------------------------ | ---------------------- | ---------- |
| Vier Leeuwen                                                           | Johannes Keerbergen                                                                      | Maasboulevard                               | 1778                     | zandsteen              |            |
| Weenster en Denker                                                     | Charles van Wijk                                                                         | Algemene Begraafplaats Crooswijk            | 1914                     | kalksteen              |            |
| Duitse dame                                                            | Gustav Adolf Bredow                                                                      | Algemene Begraafplaats Crooswijk            | 1919                     | onbekend               |            |
| Moeder en kind                                                         | Hendrik Chabot                                                                           | Algemene Begraafplaats Crooswijk            | 1928                     |                        |            |
| Grafmonument Alexander van Maasdijk                                    | Hendrik Chabot, Herman Bieling, Leendert Bolle, Adriaan van der Plas, Lucas Wensing e.a. | Algemene Begraafplaats Crooswijk            | 1932                     |                        |            |
| Monument Van Berkel                                                    | Johan van Berkel en ir Lelieveldt                                                        | Algemene Begraafplaats Crooswijk            | 1943                     | natuursteen (dolomiet) |            |
| Monument De Wacht                                                      | Louis van Roode                                                                          | Algemene Begraafplaats Crooswijk            | 1946, 4 januari          |                        |            |
| onbekend, man met doodskop                                             | Leendert Bolle                                                                           | Oud Kralingen, begraafplaats                | 1946                     |                        |            |
| Vallende man, monument voor Nederlandse militairen.                    | Cor van Kralingen                                                                        | Algemene Begraafplaats Crooswijk            | 1951, 26 mei             | onbekend               |            |
| De Koerier                                                             | Wessel Couzijn                                                                           | Slaak                                       | 1959                     |                        |            |
| Kindergeheimen                                                         | Ariane Elffers-Stam                                                                      | Alexanderpolder, Hendrick Staetsweg         | 1963                     |                        |            |
| Knielende vrouw met duif, monument voor Rotterdamse burgerslachtoffers | Cor van Kralingen                                                                        | Algemene Begraafplaats Crooswijk            | 1965, 14 mei             | onbekend               |            |
| Zonder titel                                                           | Chris Elffers                                                                            | Berlagepad, Alexanderpolder                 | 1965                     |                        |            |
| Clown                                                                  | Guus Hellegers                                                                           | Alkemadestraat                              | 1967, 30 juni            |                        |            |
| Januskop                                                               | Cor van Kralingen                                                                        | Algemene Begraafplaats Crooswijk            | 1969                     |                        |            |
| Zonder titel (bijnaam: De eieren)                                      | Hans Petri                                                                               | Burgemeester Oudlaan (Universiteit)         | 1969 (sloop: 03-05-2011) | beton                  |            |
| Monument Samuel Esmeijerplein                                          | Rob Maingay                                                                              | Samuel Esmeijerplein, Alexanderpolder       | 1970, november           |                        |            |
| Zonder titel                                                           | George van der Wagt                                                                      | Söderblomplaats, Ommoord                    | 1970                     |                        |            |
| Kinderspelletjes                                                       | Fred Tuynman                                                                             | Nieuwe Ommoordseweg 99, Ommoord             | 1975                     |                        |            |
| Zonder titel                                                           | Andre Volten                                                                             | De Esch, Toepad, waterbedrijf               | 1976                     |                        |            |
| De koe                                                                 | Robbert Jan F. Donker                                                                    | Berlagepad, Alexanderpolder                 | 1976                     |                        |            |
| Boefje                                                                 | Tineke Slingerland-Nusink                                                                | Ammanplein                                  | 1980, 14 maart           | brons                  |            |
| Zonder titel                                                           | Ger van Iersel                                                                           | Burgemeester Oudlaan (Universiteit)         | 1983                     |                        |            |
| Stalen kubussen                                                        | Coen Wilderom & Wim van de Horst                                                         | Zevenkampsering, Zevenkamp                  | 1983                     |                        |            |
| Twee kleidelen                                                         | Dirk Müller                                                                              | Zevenkampsering, Zevenkamp                  | 1983                     |                        |            |
| De kip                                                                 | Ingrid Kruit                                                                             | Kikkerpad, Ommoordse veld, Ommoord          | 1983                     |                        |            |
| Zonder titel                                                           | Ineke Visser                                                                             | Poolsterplein, Alexanderpolder              | 1984                     |                        |            |
| Schijven                                                               | Marc Legersté                                                                            | Jan Greshoffstraat, Zevenkamp               | 1984                     |                        |            |
| Beer                                                                   | Robbert Jan F. Donker                                                                    | Vredehofweg, Kralingen                      | 1984                     |                        |            |
| Zuilenreeks                                                            | Peter Jansen                                                                             | Prins Alexanderlaan, Ommoord                | 1986                     |                        |            |
| Vierkant eiland                                                        | Frans de Wit                                                                             | Prinsenlaan, Alexanderpolder                | 1986                     |                        |            |
| Space time II.                                                         | Joost Baljeu                                                                             | Pr. Alexanderplein, Alexanderpolder         | 1986                     |                        |            |
| Whispering the South                                                   | Tine van de Weyer                                                                        | Alexanderpolder, vijver bij EON             | 1987                     |                        |            |
| De onmogelijke kuboïde                                                 | Prof. J. Verhoeff, D. Baas Becking, P. Bakker                                            | Burgemeester Oudlaan (Universiteit)         | 1988                     |                        |            |
| zonder titel                                                           | Sigurdur Gudmundsson                                                                     | Crooswijkseweg                              | 1988                     |                        |            |
| zonder titel                                                           | Cor Dam                                                                                  | Cymbelkruid, Ommoord                        | 1988                     |                        |            |
| Zonder titel                                                           | Lon Pennock                                                                              | Prinsenlaan/JJP.Oudsingel                   | 1989                     |                        |            |
| Steen van de miljoenen tranen                                          | Truus Menger-Oversteegen                                                                 | Oudedijk, hoek Willem Ruyslaan              | 1990, 12 mei             | graniet, water         |            |
| De obelisk                                                             | Herman Makkink                                                                           | Lettersnijderplein                          | 1991                     | baksteen/beton         |            |
| Menhir                                                                 | Huib Noorlander                                                                          | Kralingen, Rozenburgpark                    | 1991                     |                        |            |
| Bep van Klaveren                                                       | Willem Verbon                                                                            | Boezemsingel bij de Goudse Rijweg           | 1992, 26 september       | brons, beton           |            |
| Zonder titel                                                           | Ineke Visser                                                                             | Alexandrium                                 | 1997                     |                        |            |
| Polaris & Octans                                                       | Marinus Boezem                                                                           | Brainpark, Kralingen                        | 1998                     |                        |            |
| Monument voor Terbregge                                                | Hans Leutscher                                                                           | Terbregseweg / Bergse linkerrottekade       | 2000, 14 april           | natuursteen            |            |
| Monument voor operatie Manna                                           | Observatorium (kunstenaarsgroep)                                                         | Nieuw Terbregge, A20                        | 2001                     |                        |            |
| Onderstroom                                                            | MA.AN                                                                                    | Boezemsingel                                | 2002                     |                        |            |
| Waterstand                                                             | MA.AN                                                                                    | Crooswijksekade                             | 2002                     |                        |            |
| Space time I.                                                          | Joost Baljeu                                                                             | Hoofdweg, Alexanderpolder                   | 2004, november           |                        |            |
| Monument voor Operatie Manna                                           | Observatorium (kunstenaarsgroep)                                                         | Observatorium Nieuw-Terbregge langs de A20  | 2006, 28 april           | staal                  |            |
| Crooswijk Meteorite                                                    | Susanne Kriemann                                                                         | Crooswijksesingel                           | 2006, mei                |                        |            |
| Hydra                                                                  | Moritz Ebinger                                                                           | Rietveldpark, Nesselande                    | 2006                     |                        |            |
| Olifantenfamilie                                                       | mrs. Krewan                                                                              | Sigrid Undsetweg, Ommoord                   | 2009                     |                        |            |
| Jamin monument                                                         | Yasser Ballemans                                                                         | Rubroek, Goudseplein                        | 2013, 24 augustus        |                        |            |
| IT                                                                     | Marcel Kronenburg                                                                        | Kralingen, Brainpark, Bahialaan 502         | 2014                     |                        |            |
| Der Stein des Weisen                                                   | Kathrin Schlegel                                                                         | Kralingen, Burgemeester Oudlaan             | 2018                     |                        |            |
| De melkmeid                                                            | Han Rehm                                                                                 | Kralingen, 's-Gravenweg 73                  | 2019                     |                        |            |
| Spacebulbs                                                             | Leendert Janzee                                                                          | Kralingen, Kralingse Plaslaan / Julianalaan | 2021 (herplaatst) /1965  |                        |            |
| Dansend paar                                                           | Kees Verkade                                                                             | Louise de Colignylaan                       | onbekend                 | onbekend               |            |
| Julianavaas                                                            | Simon Miedema                                                                            | Vijverlaan, Kralingen                       | onbekend                 | onbekend               |            |
| Bierdrinker                                                            | Huib Noorlander                                                                          | Crooswijksesingel                           | onbekend                 |                        |            |
| Vruchtbeginsel                                                         | Chris Elffers                                                                            | Hammarskjoldplaats, Ommoord                 | onbekend                 |                        |            |
| Sjatoodoo                                                              | Kees Verschuren                                                                          | Brainpark, Kralingen                        | 1989                     |                        |            |
| De Doorsnijding                                                        | Frans Paul Hage                                                                          | Pootstraat                                  | onbekend                 |                        |            |
| Tovenares                                                              | Henk Visch                                                                               | Albert Schweitzerplaats                     |                          |                        |            |
| Bollen                                                                 | Hans van der Plas                                                                        | Briandplaats                                |                          |                        |            |
| Hert op de reus                                                        | Jeroen Melkert                                                                           | Prins Alexanderlaan, Ommoord                |                          |                        |            |
| De stalen kras                                                         | Han Goan Lim                                                                             | Paradijslaan                                | onbekend                 |                        |            |
| Linten                                                                 | Gerard Walraeven                                                                         | Gerdesiaweg                                 | onbekend                 |                        |            |
| Muskusos                                                               | Tom Waakop Reijers                                                                       | Koeweide                                    | onbekend                 |                        |            |
| Zonder titel                                                           | Bas Maters                                                                               | Berkelplein                                 | onbekend                 |                        |            |
| zonder titel                                                           | Roel Teeuwen                                                                             | Crooswijksestraat                           | onbekend                 |                        |            |
| Monument met Engels kruis                                              | onbekend                                                                                 | Crooswijk, begraafplaats                    | onbekend                 | onbekend               |            |
| Monument "Het illegale graf"                                           | Kees Schrikker                                                                           | Crooswijk, begraafplaats                    | onbekend                 | onbekend               |            |
| Engel die rozenblaadjes strooit                                        | Onbekend                                                                                 | Crooswijk, begraafplaats                    | onbekend                 | onbekend               |            |
| Pierre Bayle bank                                                      | Paul Cox                                                                                 | Crooswijk, Begraafplaats                    |                          |                        |            |
| Geborgenheid                                                           | Corry Ammerlaan-van Niekerk                                                              | Crooswijk, Crooswijksesingel                |                          |                        |            |
| Groeien en bloeien                                                     |                                                                                          | Alexanderpolder, Koperstraat                |                          |                        |            |
| onbekend                                                               | onbekend                                                                                 | Schenkel, Pr. Pieter Christiaanstraat       |                          |                        |            |
| Herinneringssteen                                                      |                                                                                          | Kralingen, Oudedijk 167                     |                          |                        |            |
| Moeder met kind                                                        |                                                                                          | Cordell Hullplaats 22, Ommoord              |                          |                        |            |
| Van mens tot mens                                                      | Corry Ammerlaan-van Niekerk                                                              | Cordell Hullplaats 22, Ommoord              | onbekend                 | onbekend               |            |